# Afrithelphusa azfelli
Afrithelphusa azfelli — вид крабів родини Potamonautidae.

## Поширення
Ендемік Сьєрра-Леоне. Описаний у 1924 році з трьох екземплярів, що зібрані у 1796 році у невідомому місці. З цього часу вид не потрапляв в руки дослідників. Вважалося, що вид вимер. У 2021 році цей вид був заново відкритий. Декілька зразків знайдено біля однієї з ферм, розташованих на краю тропічного лісу в окрузі Моямба дослідником з Університету Дуала П'єром Мвого Ндонго. Проте незабаром ці краби дійсно можуть вимерти, оскільки ліс, в якому вони живуть, поступово зникає під натиском сільського господарства.

## Спосіб життя
Мешкає у зоні верхньогвінейського лісу.